# Le Cancer de maman
Le Cancer de maman (Mom's Cancer) est une bande dessinée de l'Américain Brian Fies racontant le cancer de sa mère. Publiée en ligne de 2004 à 2006, elle a ensuite été recueillie en album par Abrams ComicArts. L'édition française a été publiée en 2007 par Çà et là.

## Prix et récompenses
- 2005 : Prix Eisner de la meilleure bande dessinée en ligne[1].
- 2007 : Deutscher Jugendliteraturpreis, prix de littérature de jeunesse allemande (catégorie « non fiction »)[2].